# Eilean Chaluim Chille
Eilean Chaluim Chille är en ö i Storbritannien.   Den ligger i kommunen Yttre Hebriderna och riksdelen Skottland, i den nordvästra delen av landet, 800 km nordväst om huvudstaden London. Arean är 110 kvadratkilometer. 